# Apollo 10
L'Apollo 10, denominat oficialment AS-505, va ser el quart vol tripulat del programa Apollo, fou llançat el dia 18 de maig de 1969 amb Thomas P. Stafford -comandant-, John W. Young i Eugene A. Cernan a bord.
Aquesta missió va ser una combinació de les dues anteriors, ja que per primera vegada es va situar el mòdul lunar (L.M.) en una òrbita pròxima a la Lluna, i alla es van realitzar les maniobres necessàries que ja s'havien efectuat en òrbita al voltant de la terra.
Stafford i Cernan es van situar en el mòdul lunar "Snoopy", després d'abandonar el módul de comandament i servei C.S. M. "Charlie Brown", i van assolir situar-se en l'òrbita lunar el·líptica, que el seu periluni va quedar situat a uns 10 quilòmetres sobre la seva superfície.